# Neroberg

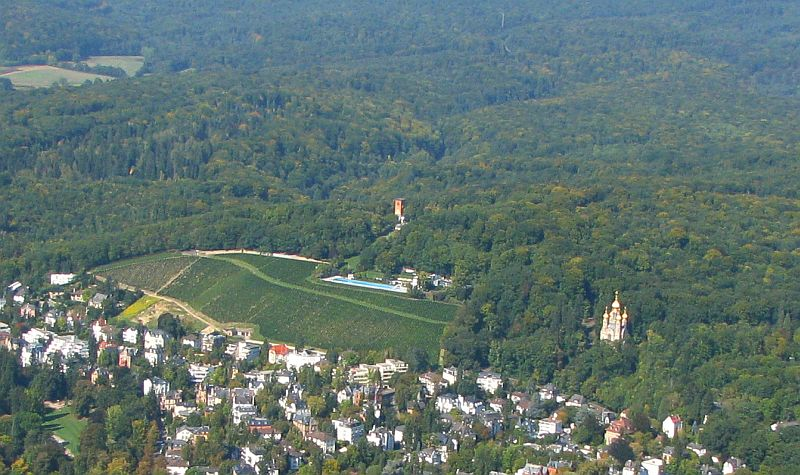
Luftbild vom Neroberg im Jahr 2008

Panorama vom Thurme des Nerobergs (360°), um 1900, Lithographie

Der Neroberg, früher auch Ersberg genannt, ist ein 245 m ü. NHN hoher Hausberg der hessischen Landeshauptstadt Wiesbaden. Er ist ein beliebtes Ausflugsziel.

## Geographische Lage
Der Neroberg ist ein Südausläufer des Vortaunus zwischen den Tälern der Bäche Schwarzbach im Westen und Dambach im Osten, die in der Wiesbadener Taunusstraße unterirdisch zusammenfließen und über den Salzbach in den Rhein entwässern. Am nördlichen Siedlungsrand der Innenstadt gelegen, überragt er den Schlossplatz in deren Mitte um 130 m. Seine beiden Talflanken und der größere Teil des Rückens sind bewaldet, die Kuppe und den oberen Südabhang nimmt ein Park ein, darunter stehen am steileren Teil des Südhangs Weinreben. Am Hangfuß zur parkartig angelegten, dort südöstlichen Mulde des Schwarzbaches ziehen sich zuletzt drei Reihen Häuser meist großbürgerlichen Zuschnittes beidseits der Weinbergstraße und auf der Hangseite der Straße Nerotal.

## Russische Kirche
Weithin sichtbar mit ihren fünf vergoldeten Kuppeln ist die russisch-orthodoxe Kirche, die der nassauische Herzog Adolph 1847–1855 in russisch-byzantinischem Stil als Grabeskirche für seine verstorbene Ehefrau Elisabeth Michailowna erbauen ließ, eine Nichte der Zaren Alexander I. und Nikolaus I. Nahebei liegt der Russisch-Orthodoxe Friedhof von 1856, auf dem zahlreiche Persönlichkeiten begraben sind, die sich in der Stadt niedergelassen hatten, als diese noch Weltkurstadt war. Der bekannteste hier Bestattete ist der Maler Alexej von Jawlensky (1865–1941).

## Nerobergbahn

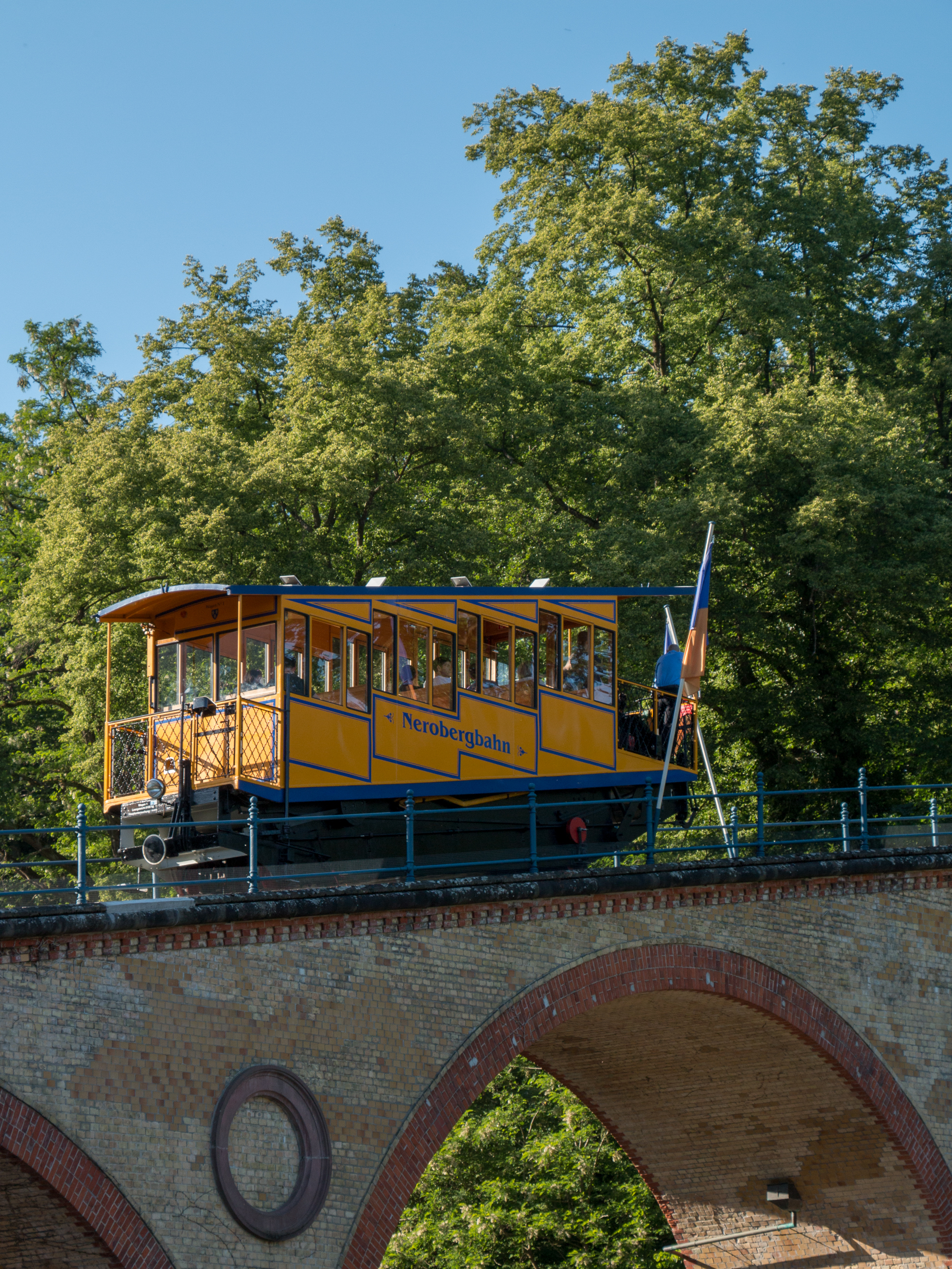
Die Nerobergbahn auf dem Viadukt nahe der Talstation

Auf den Neroberg führt vom Nerotal seit 1888 die Nerobergbahn herauf, eine mit Wasserballast betriebene Standseilbahn. Ihre beiden Wagen sind mit einem Stahlseil verbunden, das über ein nicht angetriebenes Umlenkrad in der Bergstation läuft. Der Tank des jeweils oben stehenden Wagens wird mit bis zu 7.000 Litern Wasser gefüllt. Bei der folgenden Talfahrt zieht der betankte Wagen den anderen den Berg hinauf. Das Gleis besteht aus drei Schienen, wovon die mittlere von beiden Fahrzeugen gemeinsam genutzt wird. In der Mitte zwischen den beiden Schienen eines Fahrweges liegt jeweils eine Zahnstange. Beide Fahrzeuge begegnen sich in der Mitte der Strecke an einer Ausweichstelle, an der sich die Fahrwege der beiden Fahrzeuge teilen.
Die Pendelbahn fährt mit ca. 7,3 km/h und wird mit einer Handbremse reguliert, die über ein Zahnrad auf die Zahnstange darunter wirkt. Die Füllmenge des Tanks wird nach der Anzahl zu transportierender Passagiere bemessen. An der Talstation wird der Wassertank geleert und das Wasser wieder auf den Berg gepumpt. Dies besorgte ursprünglich eine von einer Dampfmaschine angetriebene Pumpe, heute ein Elektromotor. Um Energie zu sparen, wird die Pumpe nur alle drei bis vier Tage betrieben.
Auf dem Bergrücken nördlich der Bergstation kann man im Wald an den steineren Deckeln ihrer Zugangsschächte die Trasse einer alten Wasserzuleitung zur Bergstation vom hinteren Neroberg her erkennen.

## Bergpark

Richard Püttner: Wiesbaden vom Neroberg aus, vor 1875, Bleistift auf Papier, 17,1 × 20,8 cm, Privatsammlung Wiesbaden.
Diese Skizze diente als Vorlage für Hermann Wagners Holzstich für Karl Stielers 1875 erschienene Publikation Rheinfahrt. Von den Quellen des Rheins bis zum Meere. In der Ferne sind die Türme der Marktkirche (links) und der Bonifatiuskirche (rechts) zu sehen

Auf der Spitze des Nerobergs, unweit der Bergstation der Nerobergbahn, legte 1851 Philipp Hoffmann einen kleinen Bergpark an.

### Monopteros

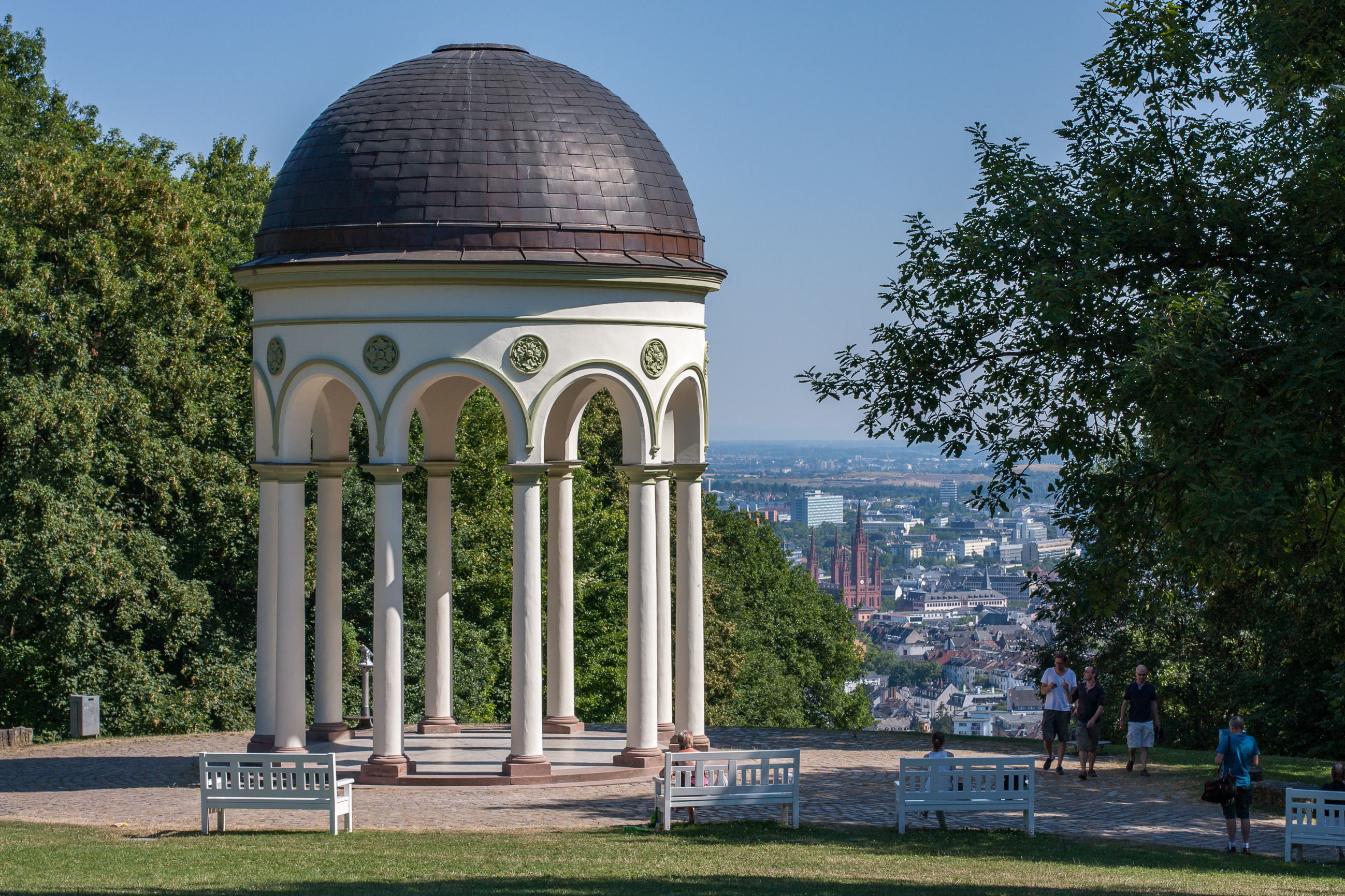
Der Nerobergtempel mit Blick über Wiesbaden

Mittelpunkt ist ein von Philipp Hoffmann entworfener Monopteros, von dem man einen sehr guten Blick auf die Stadt hat. Seine Säulen standen früher entlang der Wilhelmstraße und trugen die Öllampen der alten Straßenbeleuchtung. Von Oktober 2010 bis August 2013 wurde er saniert.

### Turm

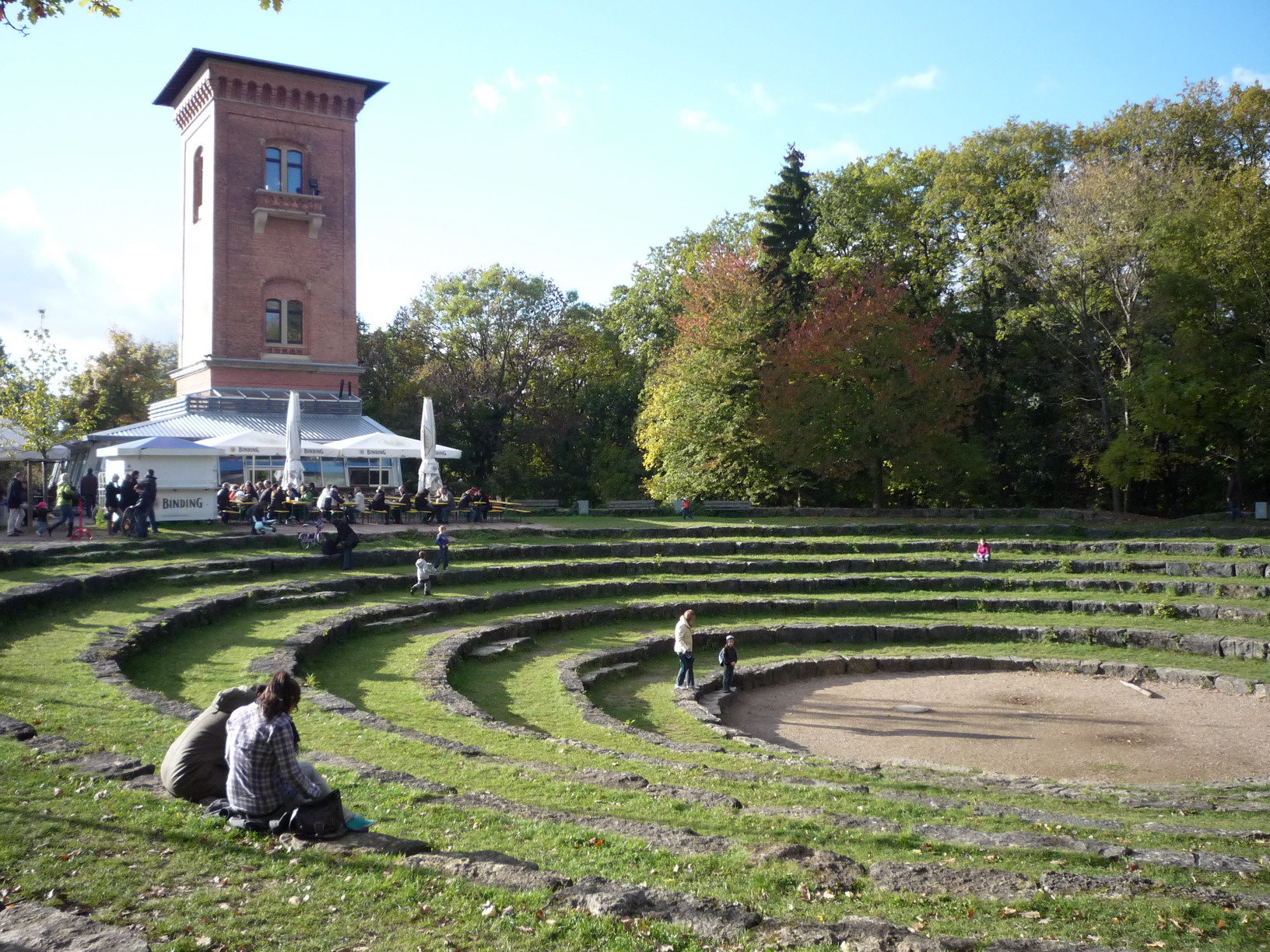
Der Turm und die Erlebnismulde

Das alte Neroberghotel, das ebenfalls im 19. Jahrhundert ganz in der Nähe errichtet wurde, fiel 1989 einem Brand zum Opfer. Übrig blieb nur der Turm, der 1993 renoviert wurde und heute ein Restaurant mit Gartenwirtschaft beherbergt.

### Löwenterrasse und Ehrenmal

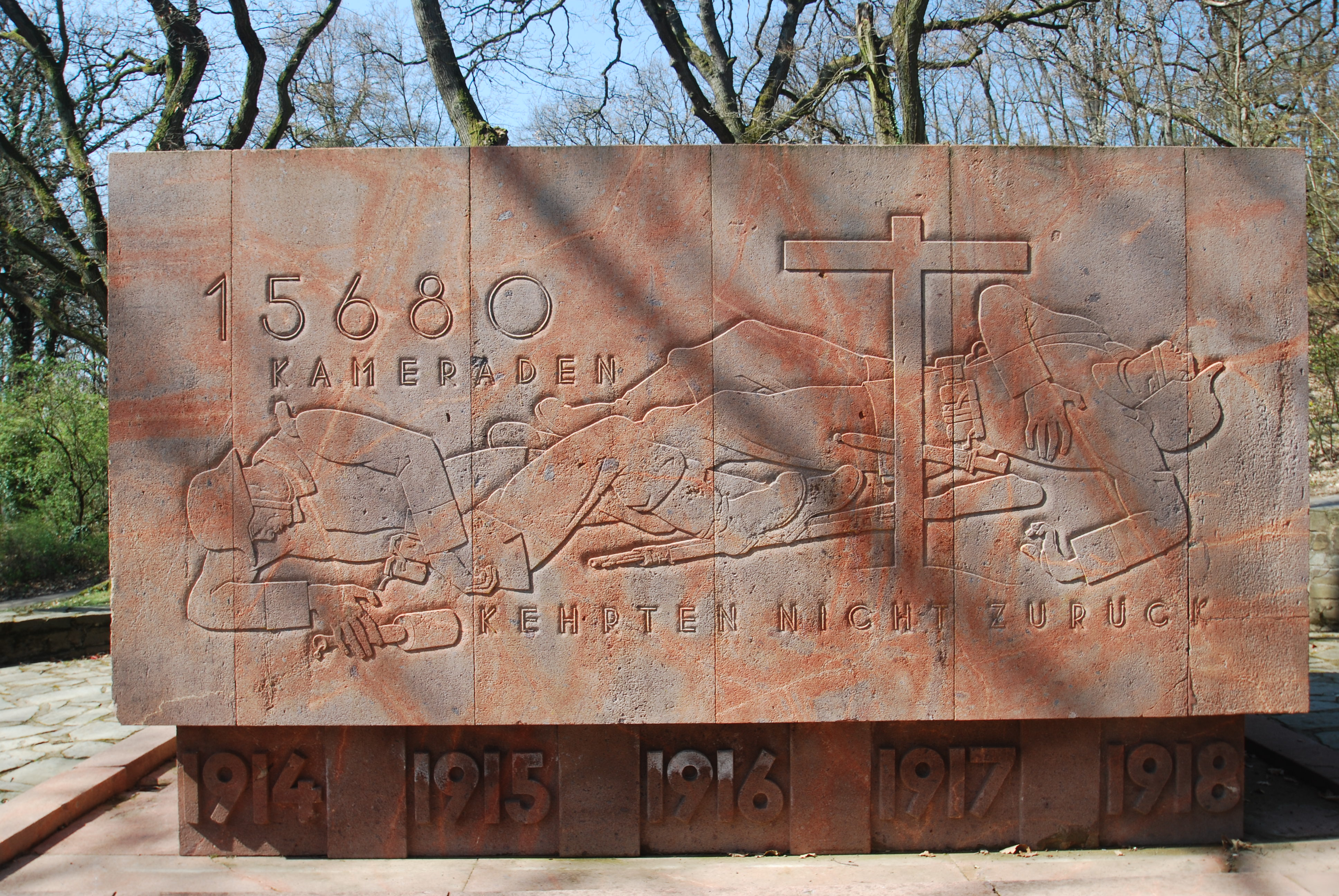
Ehrenmal (1930) von Arnold Hensler

Etwas unterhalb des Parks liegt eine Aussichtsterrasse, die von zwei Steinlöwen flankiert wird. Diese gehören zu einem 1930 errichteten Ehrenmal für im Ersten Weltkrieg Gefallene des Füsilier-Regiment „von Gersdorff“ (Kurhessisches) Nr. 80 und seiner Kriegstruppenteile, das von dem Architekten Edmund Fabry und dem Bildhauer Arnold Hensler geschaffen wurde. Von der Terrasse hat man einen Panoramablick auf den Weinberg, die Villen des Nerotals, die Stadt Wiesbaden und bis nach Rheinhessen.

### Zukünftige Weiterentwicklung
Ein Architekturwettbewerb wurde 2020 durchgeführt, der erste Vorschläge zur Weiterentwicklung und Aufwertung des Neroberg-Plateaus erbringen sollte. Der Siegerentwurf des Wiesbadener Architekturbüros Zaeske und Partner sieht ein filigranes Gastronomiegebäude am nördlichen Waldrand vor. In den nächsten Jahren soll dieser Entwurf weiterentwickelt und diskutiert werden, um eine breite Basis für eine künftige Umgestaltung zu erreichen.

## Freizeiteinrichtungen

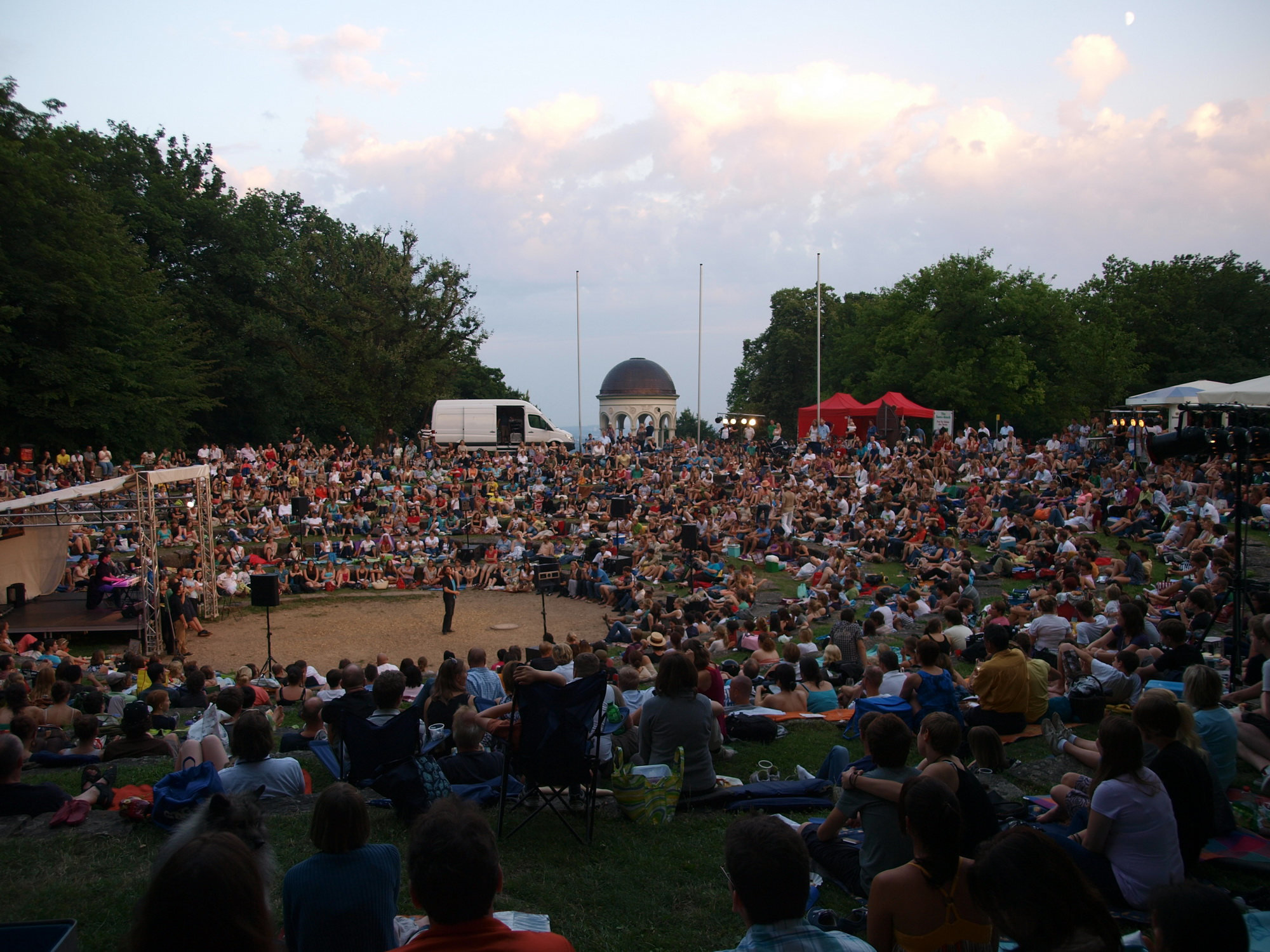
Der Impro-Theater-Sommer von „Für Garderobe keine Haftung“
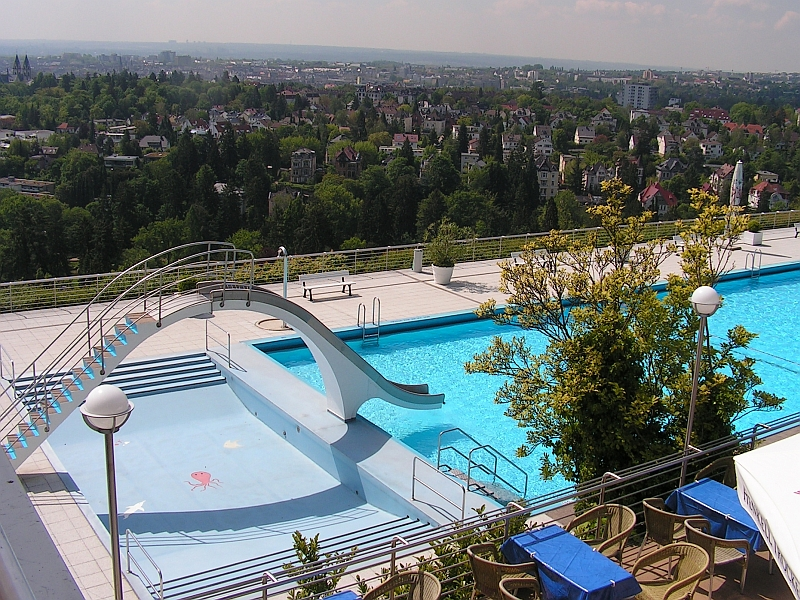
Das Opelbad

Neben dem Turm wurde eine „Erlebnismulde“ angelegt, in der im Sommer unter anderem der „Wiesbadener Impro-Theater-Sommer“ mit dem Improvisationstheater-Ensemble „Für Garderobe keine Haftung“ für Unterhaltung sorgt.
Im Wald hinter der Erlebnismulde gibt es seit dem Juni 2006 den Kletterwald Neroberg. Der Hochseilgarten mit etwa 80 Kletterelementen wurde in den Baumbestand integriert. Der Kletterwald Neroberg besteht aus mehreren Parcours in verschiedenen Höhen und mit unterschiedlichem Schwierigkeitsgrad.
Das Opelbad zwischen Bergpark und Russischer Kirche, in den klaren Linien des Neuen Bauens vom österreichischen Architekten Franz Schuster erbaut, gilt vor allem wegen seiner Lage als eines der schönsten Freibäder in Deutschland. Wilhelm von Opel stiftete es im Jahre 1934.

## Weinbau
Am Südhang unterhalb der Terrasse und des Opelbades liegt der 4,1 Hektar große Weinberg Wiesbadener Neroberg. Hier wird auf steinigem Gneisboden, dem lehmiger Löss beigemengt ist, Wein ausschließlich der Rebsorte Riesling angebaut. Die Weine werden als „fruchtig und würzig mit pikanter Säure“ bezeichnet. Die Weinlage Neroberg gehört mit denen der Wiesbadener Vororte Dotzheim, Frauenstein, Schierstein und Kostheim zum Anbaugebiet Rheingau.
Als die Lage für den Weinbau gerodet wurde, hieß sie „Ersberg“ (‚Der hintere Berg‘), was im 17. Jahrhundert zu „Mersberg“ oder „Neresberg“ wurde. Im Jahr 1900 erwarb die Stadt den Weinberg vom Staatsweingut. Am 1. Oktober 2005 haben die Hessischen Staatsweingüter die Lage zurückgepachtet. Sie wird von der Weinbaudomäne Rauenthal aus bewirtschaftet.
Die Stadt Wiesbaden schenkte 1968 dem Partnerbezirk Berlin-Kreuzberg Rebstöcke; seitdem wird dort Wein namens Kreuz-Neroberger angebaut.

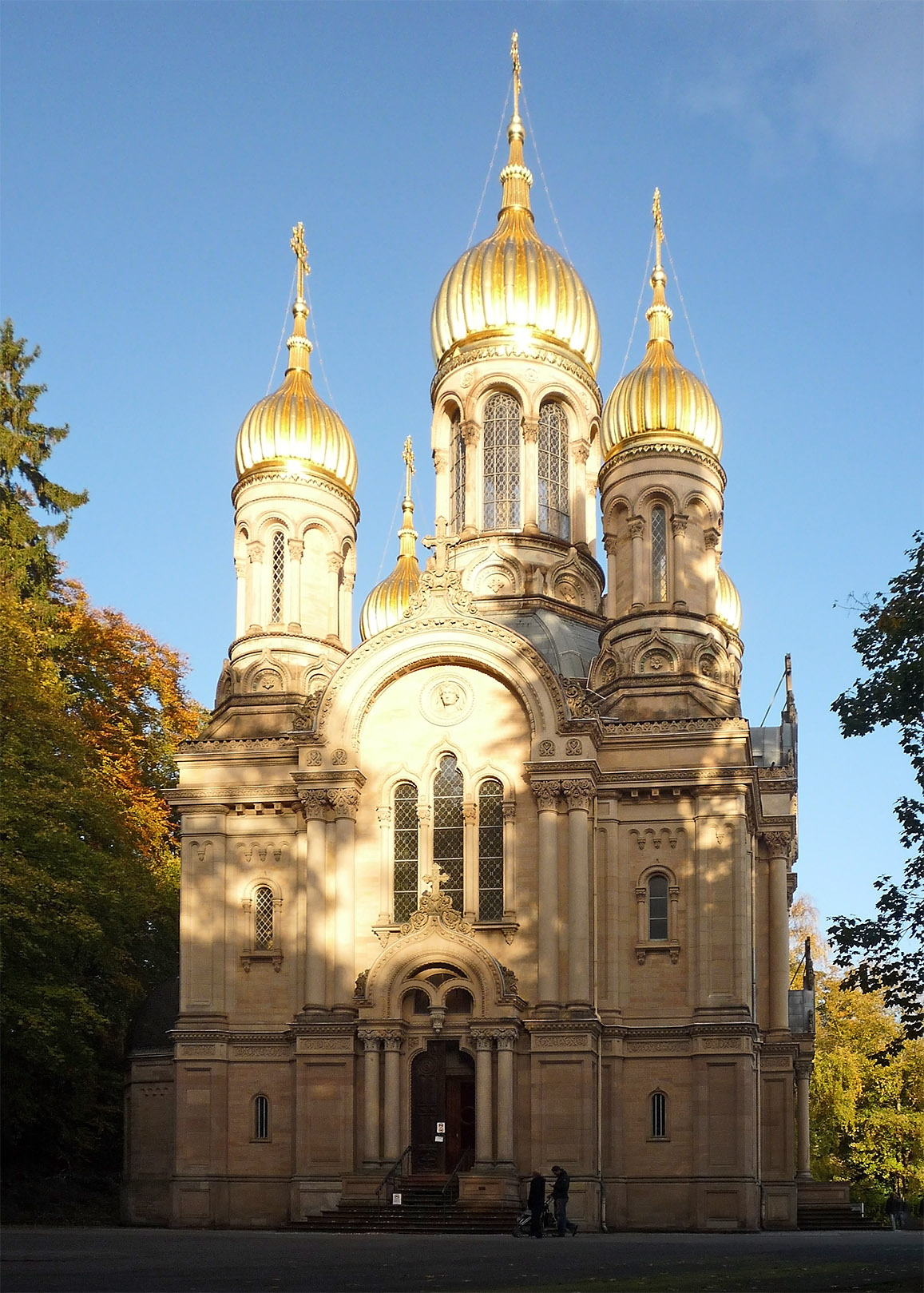
Russische Kirche am Neroberghang mit neu vergoldeten Kuppeln
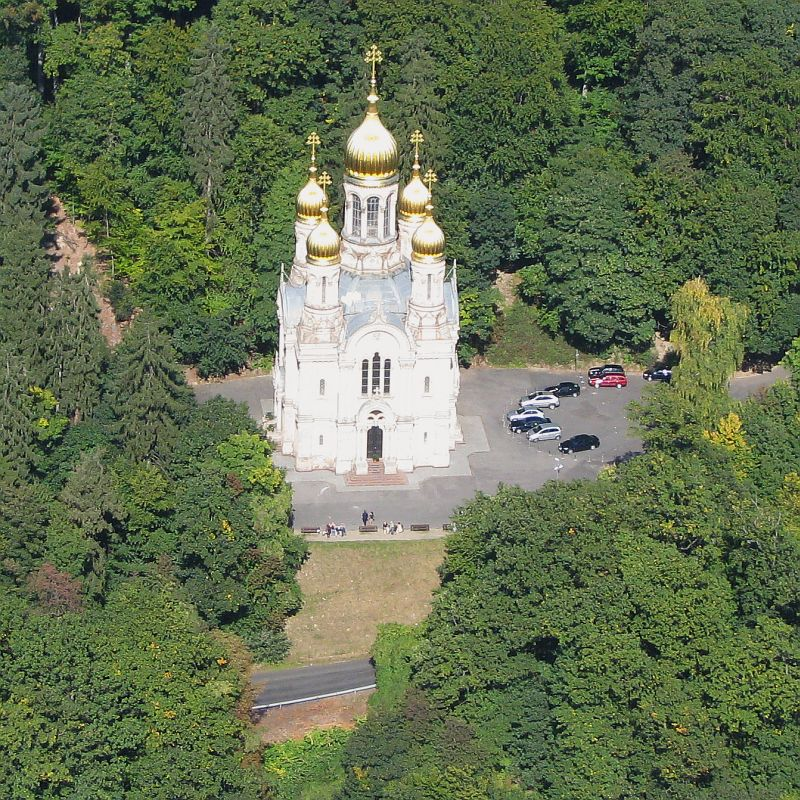
Luftbild Russisch-Orthodoxe Kirche der heiligen Elisabeth
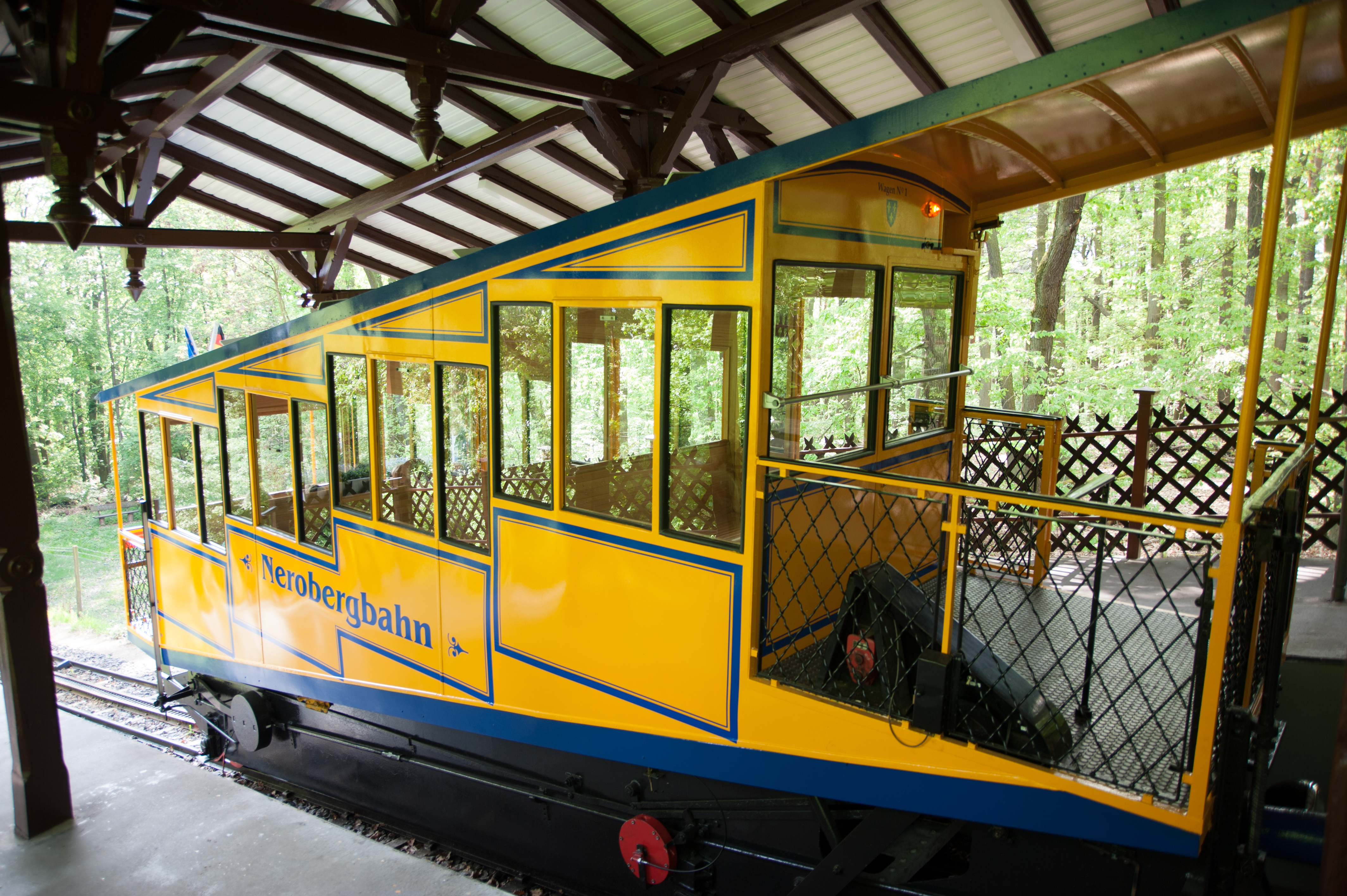
Ein Wagen der Nerobergbahn in der Bergstation
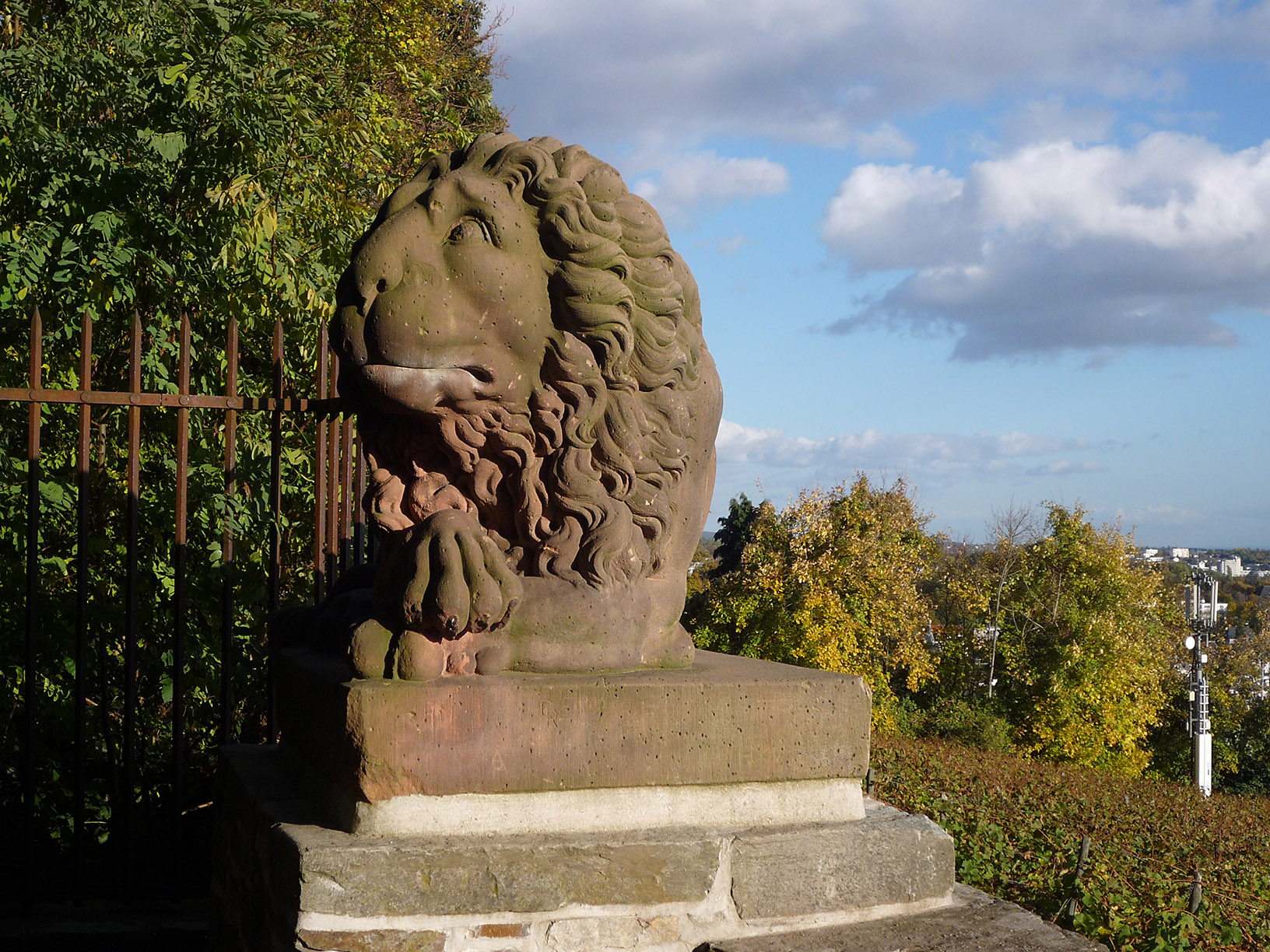
Rechter Steinlöwe auf der Löwenterrasse